# ブルックリン・ドジャース (NFL)
ブルックリン・ドジャースは、1930年から1944年までNFLに所属していたアメリカン・フットボールチームである。財政難や戦争による選手不足から1945年にはボストン・ヤンクスと合同する形でリーグに参加した。1945年シーズン終了後、ダン・トッピングオーナーが、1946年創立のAAFC（ブラウンズ、49ERS、コルツが所属）への参入を表明したため、ブルックリン・タイガースは解散し、所属していた選手はボストン・ヤンクスに入団した。トッピングが当時、MLBのヤンキースの共同オーナーであったことから、新チーム名をニューヨーク・ヤンキースと命名した。

## 歴史
1930年、ブルックリンの二人のビジネスマンがデイトン・トライアングルスを2500ドルで買収し、ブルックリンのエベッツ・フィールドに本拠地を移転して誕生した。チーム名はメジャーリーグのブルックリン・ドジャースから名前を拝借して決定した。
参入から13年目の1942年、太平洋戦争が勃発し、急速に経営が傾いた。1944年にチーム名をタイガースと改め、シーズンに臨んだが、10戦全敗に終わり、1945年シーズンに向けて、ボストン・ヤンクスと合併することになった。

## シーズン成績
| ブルックリン・ドジャース | ブルックリン・ドジャース | ブルックリン・ドジャース | ブルックリン・ドジャース | ブルックリン・ドジャース |
| 年                       | 勝                       | 敗                       | 分                       | 順位                     |
| ------------------------ | ------------------------ | ------------------------ | ------------------------ | ------------------------ |
| 1930                     | 7                        | 4                        | 1                        | 4位                      |
| 1931                     | 2                        | 12                       | 0                        | 9位                      |
| 1932                     | 3                        | 9                        | 0                        | 6位                      |
| 1933                     | 5                        | 4                        | 1                        | 東地区2位                |
| 1934                     | 4                        | 7                        | 0                        | 東地区3位                |
| 1935                     | 5                        | 6                        | 1                        | 東地区2位                |
| 1936                     | 3                        | 8                        | 1                        | 東地区4位                |
| 1937                     | 3                        | 7                        | 1                        | 東地区4位                |
| 1938                     | 4                        | 4                        | 3                        | 東地区3位                |
| 1939                     | 4                        | 6                        | 1                        | 東地区3位                |
| 1940                     | 8                        | 3                        | 0                        | 東地区2位                |
| 1941                     | 7                        | 4                        | 0                        | 東地区2位                |
| 1942                     | 3                        | 8                        | 0                        | 東地区4位                |
| 1943                     | 2                        | 8                        | 0                        | 東地区4位                |
| ブルックリン・タイガース |                          |                          |                          |                          |
| 年                       | 勝                       | 敗                       | 分                       | 順位                     |
| 1944                     | 0                        | 10                       | 0                        | 東地区5位                |
| 通算                     | 60                       | 100                      | 9                        |                          |